# Ушаковка (приток Меры)

Ушаковка, Котельница — река в России, протекает в Судиславском и Островском районах Костромской области. Устье реки находится в 122 км по правому берегу реки Мера. Длина реки составляет 21 км, площадь водосборного бассейна 102 км².
Исток реки находится у урочища д. Хотилово в 9 км к северо-востоку от Судиславля. Течёт на восток по ненаселённому лесу. Впадает в Меру выше деревни Максаково.

## Данные водного реестра
По данным государственного водного реестра России относится к Верхневолжскому бассейновому округу, водохозяйственный участок реки — Волга от города Кострома до Горьковского гидроузла (Горьковское водохранилище), без реки Унжа, речной подбассейн реки — Волга ниже Рыбинского водохранилища до впадения Оки. Речной бассейн реки — (Верхняя) Волга до Куйбышевского водохранилища (без бассейна Оки).
По данным геоинформационной системы водохозяйственного районирования территории РФ, подготовленной Федеральным агентством водных ресурсов:
- Код водного объекта в государственном водном реестре — 08010300412110000013636
- Код по гидрологической изученности (ГИ) — 110001363
- Код бассейна — 08.01.03.004
- Номер тома по ГИ — 10
- Выпуск по ГИ — 0